# Chlotrudis Award de la meilleure photographie
Le Chlotrudis Award de la meilleure photographie (Chlotrudis Award for Best Cinematography) est une récompense cinématographique américaine décernée depuis 1998 par la Chlotrudis Society for Independent Film lors de la cérémonie annuelle récompensant les meilleurs films indépendants internationaux.

## Palmarès

### Années 1990
- 1998 : L.A. Confidential – Dante Spinotti
  - Le Mystère des fées : Une histoire vraie (FairyTale: A True Story) – Michael Coulter
  - Ice Storm (The Ice Storm) – Frederick Elmes
  - Les Feluettes (Lilies) – Daniel Jobin
  - Back Home (The Myth of Fingerprints) – Stephen Kazmierski
  - L'Invitée de l'hiver (The Winter Guest) – Seamus McGarvey
- 1999 : Pi – Matthew Libatique
  - Babe 2, le cochon dans la ville (Babe: Pig in the City) – Andrew Lesnie
  - Elizabeth – Remi Adefarasin
  - The Hanging Garden – Daniel Jobin
  - Pleasantville – John Lindley
  - Il faut sauver le soldat Ryan (Saving Private Ryan) – Janusz Kamiński
  - La Ligne rouge (The Thin Red Line) – John Toll

### Années 2000
- 2000 : Cours, Lola, cours (Lola rennt) – Frank Griebe
  - American Beauty – Conrad L. Hall
  - Shandurai (L'assedio) – Fabio Cianchetti
  - Les Amants du cercle polaire (Los amantes del círculo polar) – Gonzalo F. Berridi
  - Magnolia – Robert Elswit
  - Matrix (The Matrix) – Bill Pope
  - Sleepy Hollo – Emmanuel Lubezki
  - Une histoire vraie (The Straight Story) – Freddie Francis
  - Les Rois du désert (Three Kings) – Newton Thomas Sigel
- 2001 : Beau Travail – Agnès Godard
  - La Couleur du paradis (رنگ خدا) – Hashem Attar et Mohammad Davudi
  - Tigre et Dragon (臥虎藏龍) – Peter Pau
  - George Washington – Tim Orr
  - La Fille sur le pont – Jean-Marie Dreujou
  - Requiem for a Dream – Matthew Libatique
  - Titus – Luciano Tovoli
- 2002 : In the Mood for Love (花樣年華) – Christopher Doyle et Mark Lee Ping-Bin
  - Le Fabuleux Destin d'Amélie Poulain – Bruno Delbonnel
  - The Barber (The Man Who Wasn't There) – Roger Deakins
  - Moulin Rouge (Moulin Rouge!) – Donald McAlpine
  - À la verticale de l'été (Mùa hè chiều thẳng đứng) – Mark Lee Ping-Bin
  - La Veuve de Saint-Pierre – Eduardo Serra
- 2003 : Loin du paradis (Far from Heaven) – Edward Lachman
  - Atanarjuat (ᐊᑕᓈᕐᔪᐊᑦ) – Norman Cohn
  - Rain – John Toon
  - Chansons du deuxième étage (Sånger från andra våningen) – István Borbás, Jesper Klevenas et Robert Komarek
  - Tuvalu – Emil Hristow
  - Et là-bas, quelle heure est-il ? (Ni neibian jidian) – Benoît Delhomme
  - Y tu mamá también – Emmanuel Lubezki
- 2004 : Vendredi soir – Agnès Godard
  - 21 Grammes (21 Grams) – Rodrigo Prieto
  - 28 jours plus tard (28 Days Later) – Anthony Dod Mantle
  - All the Real Girls – Tim Orr
  - L'Arche russe (Русский ковчег) – Tilman Büttner
  - Lost in Translation – Lance Acord
  - Northfork – M. David Mullen
  - Le Peuple migrateur – Olli Barbé et al.
- 2005 : (ex æquo)
  - Le Retour (Возвращение) – Mikhail Krichman
  - Printemps, été, automne, hiver… et printemps (봄 여름 가을 겨울 그리고 봄) – Baek Dong-hyeon
    - La Jeune Fille à la perle (Girl with a Pearl Earring) – Eduardo Serra
    - Goodbye, Dragon Inn (不散) – Liao Pen-jung
    - Le Secret des poignards volants (十面埋伏) – Zhao Xiaoding
    - Last Life in the Universe (เรื่องรัก น้อยนิด มหาศาล) – Christopher Doyle

De 2006 à 2008, la catégorie est renommée « meilleur design visuel ».
- 2006 : 2046
  - Good Night and Good Luck.
  - Memories of Murder (살인의 추억)
  - Tony Takitani (トニー滝谷)
  - La Vérité nue (Where the Truth Lies)
- 2007 : La Science des rêves
  - Brothers of the Head
  - Iron Island (جزیره آهنی)
  - Inland Empire
  - L'Accordeur de tremblements de terre (The Piano Tuner of Earthquakes)
  - Water (वाटर)
- 2008 : (ex æquo)
  - Le Labyrinthe de Pan (El laberinto del fauno)
  - Paprika (パプリカ)
    - Des trous dans la tête (Brand Upon the Brain!)
    - Le Scaphandre et le Papillon
    - Persepolis
    - Les Larmes du tigre noir (ฟ้าทะลายโจร)

En 2009, la catégorie redevient « meilleure photographie ».
- 2009 : Morse (Låt den rätte komma in) – Hoyte van Hoytema
  - Rencontres au bout du monde (Encounters at the End of the World) – Peter Zeitlinger
  - The Fall – Colin Watkinson
  - Winnipeg mon amour (My Winnipeg) – Jody Shapiro
  - Slumdog Millionaire – Anthony Dod Mantle

### Années 2010
- 2010 : Le Ruban blanc (Das weiße Band) – Christian Berger
  - 35 rhums – Agnès Godard
  - Antichrist – Anthony Dod Mantle
  - La Nouvelle vie de Monsieur Horten (O' Horten) – John Christian Rosenlund
  - Lumière silencieuse (Stellet Lijcht) – Alexis Zabe
- 2011 : Winter's Bone – Michael McDonough
  - Chloé (Chloe) – Paul Sarossy
  - Le Grand Jour (Get Low) – David Boyd
  - L'Enfer d'Henri-Georges Clouzot – Jérôme Krumenacker et Irina Lubtchansky
  - Amore (Io sono l'amore) – Yorick Le Saux
  - Contracorriente – Mauricio Vidal
- 2012 : The Artist – Guillaume Schiffman
  - 13 Assassins (十三人の刺客) – Nobuyasu Kita
  - Bellflower – Joel Hodge
  - La Grotte des rêves perdus (Cave of Forgotten Dreams) – Peter Zeitlinger
  - Melancholia – Manuel Alberto Claro
  - The Tree of Life – Emmanuel Lubezki
  - Oncle Boonmee, celui qui se souvient de ses vies antérieures (ลุงบุญมีระลึกชาติ) – Sayombhu Mukdeeprom
- 2013 : The Master - Mihai Malaimare Jr.
  - The Flying Swords of Dragon Gate - Sung Fai Choi
  - Les Bêtes du sud sauvage (Beasts of the Southern Wild) - Ben Richardson
  - Il était une fois en Anatolie (Bir Zamanlar Anadolu'da) - Gökhan Tiryaki
  - Moonrise Kingdom - Robert D. Yeoman